# Aeroportul Humbert River
Aeroportul Humbert River (IATA: HUB, ICAO: YHBR) este un aeroport din Teritoriul de Nord, Australia.
Situat la o altitudine de 121 m, aeroportul dispune de o singură pistă.